# Geschiedenis van de Balkan

Balkan schiereiland (geografisch, tot de lijn Donau-Sava-Kupa)

Dit is de gezamenlijke geschiedenis van Griekenland, Albanië, Bulgarije en de voormalige landen van Joegoslavië.

## Klassieke oudheid

### Macedonische Rijk
De onderlinge oorlogen hadden de Grieken uitgeput. Toen het ten noorden van Griekenland gelegen Macedonië - door de spotlustige Grieken niet voor volwaardige Grieken aangezien - zich tot een belangrijke militaire macht ontwikkelde, betekende dat al spoedig de ondergang van de onafhankelijke, elkaar steeds bestrijdende, Griekse stadstaatjes. Van de verzwakking en verdeeldheid maakte Koning Philippos II van Macedonië (359-336 v.Chr.) gebruik door met zijn uitmuntende leger steeds verder in Griekenland door te dringen. Demosthenes riep de Grieken op hun vrijheid te verdedigen. Enkele Griekse steden verenigden zich, maar in 338 v.Chr. leden ze tegen Macedonië de nederlaag bij Chaeronea (nu Herónia). Dat was het einde van de onafhankelijke Griekse stadstaten; de macht verschoof naar het tot dan toe onbelangrijke Macedonië.
Philippos verbood de Grieken alle onderlinge oorlogen en verbonden, werd zelf de leider van de Griekse staatjes en liet zich kiezen tot opperbevelhebber tegen de Perzen. Maar voor hij de grote veldtocht kon beginnen, werd hij vermoord. Betrekkelijk recent, in 1977, werd de rijke grafkamer van Philippos II gevonden in de Archeologische site van Aigai.
Zijn zoon Alexander de Grote volgde hem op. Deze verzamelde een reusachtig leger om wraak te nemen op de Perzen, en van 334 tot zijn dood in 323 v.Chr. hield hij een grootse veroveringstocht om het Perzische Rijk van Egypte tot voorbij de Indus aan de verenigde Macedoniërs en Grieken te onderwerpen. Dit onmetelijke Macedonische Rijk zou echter binnen de twaalf jaren na zijn dood weer uiteenvallen doordat zijn opvolgers, de diadochen, elkaar bestreden om de erfenis te verdelen. Het overlijden van Alexander de Grote geldt als einde van de klassieke periode en het begin van de hellenistische periode.
Na de Tweede Diadochenoorlog was Antigonus I Monophthalmus de machtigste man, tot groot ongenoegen van de andere generaals. Dit leidde tot de Slag bij Ipsos (301 v. Chr.) en de definitieve verdeling van het Alexandrijnse Rijk. Antigonus sneuvelde en zijn zoon Demetrios Poliorketes vluchtte naar Macedonië. Na de dood van Kassander in 297 v.Chr. wist hij in 294 v.Chr. het koningschap over Macedonië te verwerven. In 287 v.Chr. werd hij door Lysimachus en Pyrrhus van Epirus verdreven.
In 285 v.Chr. verdreef Lysimachus, Pyrrhus en kroonde zichzelf tot Macedonische koning. Enkele jaren heerste hij over Westelijk Klein-Azië, Macedonië, Thracië en het gebied ten noorden daarvan tot aan de Donau. Zijn nieuwe vrouw Arsinoë II wilde dat een van haar zonen koning zou worden in de plaats van Agathocles en na een mislukte vergiftigingspoging, liet Lysimachus Agathocles in de gevangenis gooien, waar hij werd vermoord. Zijn schoondochter Lysandra vluchtte met haar kinderen naar Seleucus. Wat volgde, is de Slag bij Corupedium (281 v. Chr.) waarbij Lysimachus omkwam.

#### Inval van de Kelten
Na de dood Lysimachus vielen de Kelten onder leiding van Brennus de Balkan binnen. Na twee jaar strijde werden ze in de Slag bij Thermopylae (279 v. Chr.) verslagen.
Antigonos II Gonatas zal veertig jaar nodig hebben om de stabiliteit in de regio terug te herstellen.

## Romeinse Rijk

### Illyrië en Macedonië
In 167 v. Chr. werd Illyrië de Romeinse provincie Illyricum en in 147 v. Chr. werd Macedonië de Romeinse provincie Macedonië.

### Dalmatia en Pannonia

#### Bellum Batonianum
De Bellum Batonianum wordt soms ook de Oorlog van de Bato's of de Illyrische Opstand of Pannonische Opstand genoemd. Ze vond plaats in Illyrië van 6 tot 9 na Christus tussen een verbond van Illyriërs tegen het Romeinse Keizerrijk. Na de oorlog werd Illyrië verdeeld in twee provincies: Dalmatia en Pannonia.

### Thracia

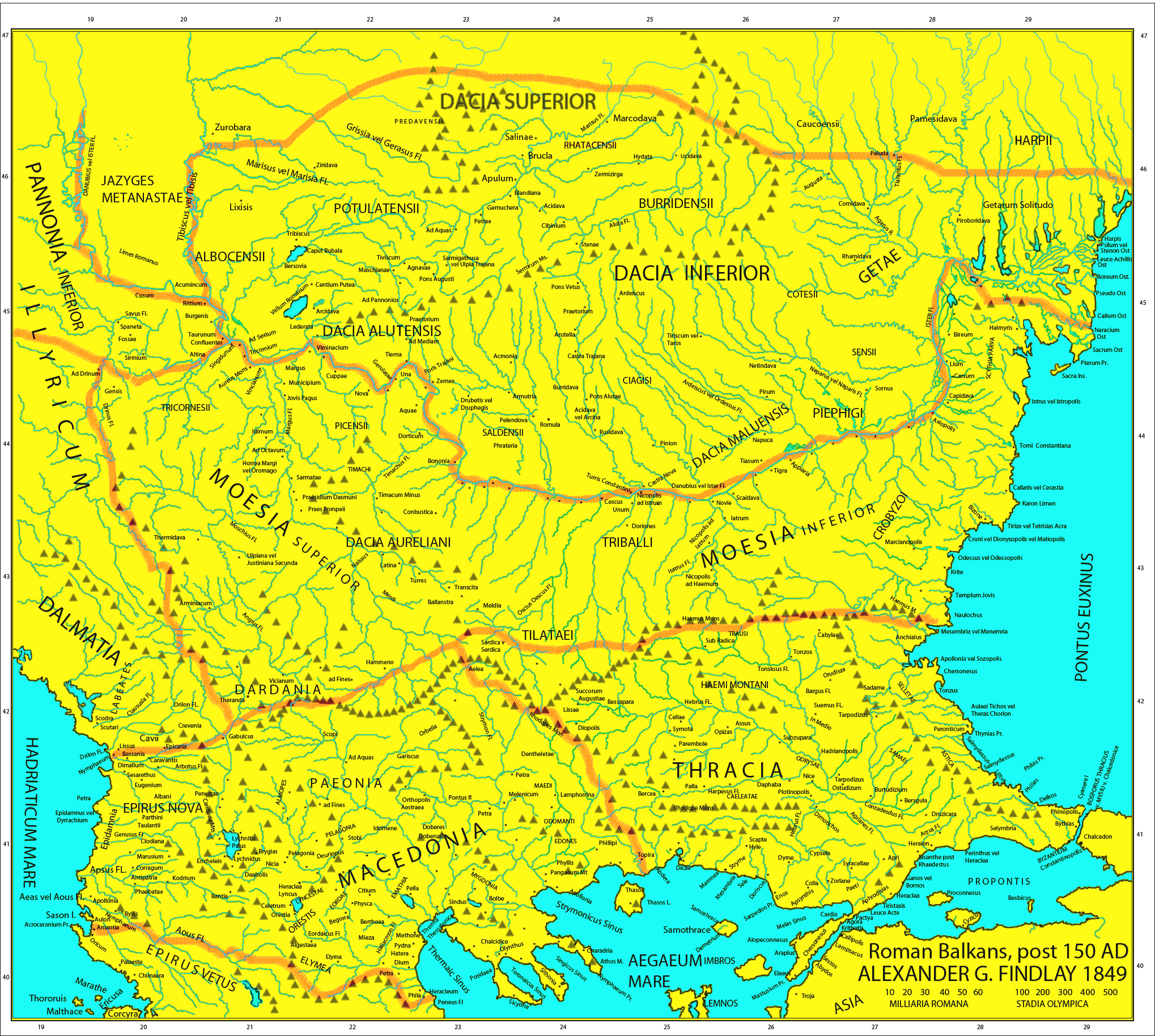
Balkan rond 150 na Chr.

Na de moord op de laatste koning van Thracië Rhoemetalces III in 46 n. Chr. werd Thracië een Romeinse provincie.

### Moesië
Keizer Domitianus verdeelde (rond 90) het langgerekte Moesië in twee delen: Moesia superior (soms wel Opper-Moesië genoemd) en Moesia inferior (Neder-Moesië), waarbij superior in het westen en inferior in het oosten lag.

### Inval van de Goten
Tijdens de Romeinse crisis van de 3e eeuw maken de Goten gebruik om de Donaulimes over te steken. Een van de belangrijkste veldslagen tijdens de Gotische Oorlog (248-268) was de Slag bij Naissus.

### Hervorming
Tijdens de vierde eeuw werd het Romeinse Rijk hervormd. De aanzet van de bestuurlijke hervormingen in het Romeinse Rijk begon met Diocletianus en zijn Tetrarchie, het opsplitsen van het rijk in vier delen. Constantijn de Grote zette die hervormingen verder in praefectura praetorio, die op hun beurt verdeeld werden in dĭœcēsĭs. De Balkan behoorde tot de prefectuur Illyricum, behalve het Diocees Thracië, dat behoorde tot de pretoriaanse prefectuur van het Oosten.

### Constantinopel

Constantinopel

Keizer Constantijn de Grote, die de hoofdstad van het Romeinse Rijk naar het belangrijkere Oosten van het rijk wilde verplaatsen, werd door de geschikte locatie van de stad aangetrokken, en in 330 werd Byzantium officieel herdoopt als Nova Roma, maar de stad werd al snel beter bekend onder de naam Konstantinoupolis, Oudgrieks voor stad van Constantijn, in het Nederlands Constantinopel. Naar werd beweerd, werd de plaats van de stad aangewezen in een profetische droom die Constantijn kreeg toen hij zich afvroeg welke locatie voor zijn nieuwe hoofdstad het gunstigste was. Constantinopel werd de nieuwe hoofdstad van het Rijk, hoewel Rome een tijdje haar politieke en economische privileges behield.

## Byzantijnse Rijk
De locatie van het Byzantijnse Rijk, was voornamelijk de Balkan en Anatolië. De tekst die nu volgt gaat over het Balkangedeelte, niet in Byzantijnse handen.

### Ostrogotische Rijk
Het Ostrogotische Rijk situeerde zich voornamelijk in Moesië en Dacië. In 484 viel Theodorik de Grote, Thracië binnen. Om de druk van de ketel weg te nemen, gaf keizer Zeno hem de titel van Patricier, Magister militum en later de titel van consul. In 488 gaf hij hem de opdracht Italië op Odoaker te heroveren.
Vijftig jaar later was het Ostrogotische Rijk een verdeeld rijk. Keizer Justinianus I van het Byzantijnse Rijk had het ambitieuze plan om de Mare Nostrum te herstellen. Nadat hij het Vandaalse Rijk had veroverd, richtte hij zijn pijlen op het Ostrogotische Rijk, het begin van de Gotische Oorlog (535-554).

### Mauricius' Balkancampagne
Na het verdrijven van de Goten, was het aan de beurt van de Avaren en de Slaven. In het begin kochten de Byzantijnen ze af, maar in 582, toen keizer Mauricius aan de macht kwam, was de staatskas leeg. Khan Bayan I van de Avaren verhoogde de afkoopsom en toen hij die niet kreeg veroverde hij Sirmium, het begin van de Balkanoorlog (582-602). Na twintig jaar oorlog kon Mauricius de Donaulimes herstellen. Tijdens de regering van keizer Phocas (602-610) bleef de situatie stabiel.

### Beleg van Constantinopel (626)
De regering van Phocas eindigde in een burgeroorlog, waar keizer Herakleios als overwinnaar uit kwam. De chaos die daarna woede, gaf de Avaren de kans, om terug het Byzantijnse Rijk binnen te vallen en schatting te eisen. Het Beleg van Thessaloniki (617) was een voorproef. De eerste maal dat ze Constantinopel aanvielen was in 623, waarbij Herakleios bijna in een hinderlaag viel. In de zomer van 626 spanden de Avaren samen met de Sassaniden en vielen ze de stad aan.
Na een belegering van twee maanden werd de strijd vruchteloos gestaakt.

### Eerste Bulgaarse Rijk
Na het ineenstorten van het eerste rijk der Göktürken komen de Khazaren aan de macht, die op hun beurt een andere Turkse stam, de Onogur-Bulgaren naar het Westen verdrijven. Op hun beurt verdrijven zij de Avaren. Een deel van de Bulgaren hadden zich onder Asparuch aan de benedenloop van de Donau gevestigd en een nieuw rijk gesticht. Het Eerste Bulgaarse Rijk. Hoewel zij zelf een andere taal spraken, waren hun meeste onderdanen daar Slaven en zo ontstond allengs een Zuid Slavisch Bulgaars rijk. In 680 leed Constantijn IV verlies tegen hen en moest hij het bestaan van een onafhankelijk rijk in de voormalige provincie Moesia erkennen.
In 804 verdeelde khan Kroem van Bulgarije samen met Karel de Grote het Avaarse Rijk, daarna richtte Kroem zijn aandacht op het Byzantijnse Rijk, het begin van de Byzantijns-Bulgaarse oorlogen. Na de dood van Kroem, sloot zijn zoon Omoertag vrede met de Byzantijnen.
Cyrillus en Methodius waren, in de 9e eeuw, twee christelijke monniken, die zich hebben ingezet voor de verspreiding van het christelijk geloof in de Balkan.

### Koninkrijk Kroatië
Om de ambities van de Bulgaarse tsaar Simeon I te temperen, steunde de Byzantijnse keizer Romanos I Lekapenos, de Grootžupan van Servië, Zaharija Prvoslavljević. Simeon I annexeerde Servië, maar kwam in conflict met zijn nieuwe buurman Tomislav, het ontstaan van het koninkrijk Kroatië. In 926 werd een Bulgaars leger door de Kroaten verslagen.
In 1102 werd het koninkrijk Kroatië een onderdeel van het koninkrijk Hongarije.

### Val van het Bulgaarse Rijk
De Slag bij Kleidion in 1014 betekende de zwanenzang van het Eerste Bulgaarse Rijk. Keizer Basileios II versloeg tsaar Samuel van Bulgarije. 15.000 soldaten (cijfer wordt betwist) werden gevangengenomen, ingedeeld in groepen van 100 man en de ogen uitgestoken, één man mocht één oog behouden om hen terug naar hun land te leiden. Bij het zien van deze slachting viel Samuel ter plaatse dood.
Het nageslacht spartelde nog vier jaar tegen, maar in 1018 hield het Eerste Bulgaarse Rijk op te bestaan. Terzelfder tijd lijfde hij het hertogdom Servië in en werd het thema Sirmium opgericht.

### Servië
In 1040 verklaarde Stefan Vojislav zich onafhankelijk van het Byzantijnse Rijk en stichtte het staatje Duklja. In 1091 werd Servië een prinsdom en in 1217 een koninkrijk.

### Tweede Bulgaarse Rijk
Toen Ivan Asen I samen met zijn broer, in 1185, aan de Byzantijnse keizer Isaäk II Angelos, een pronoia vroegen, werd dit geweigerd, hierna vielen de broers Thracië binnen. In 1188 moest Isaak het Tweede Bulgaarse Rijk erkennen.

### Albanië
In 1190 stichtte stamvader Progon het vorstendom Arbër, de eerste Albanese staat in de geschiedenis. Het vorstendom zou onafhankelijkheid realiseren van het Byzantijnse Rijk.

### Byzantijnse burgeroorlogen
Tussen 1321 en 1357 vonden er in Byzantium drie burgeroorlogen plaats. De ene troonpretendent koos steun bij de Serviërs en de andere bij de Ottomanen. Deze strijd zal uiteindelijk eindigen met een directe confrontatie tussen beide partijen tijdens de Slag op het Merelveld in 1389. De Ottomanen wonnen de slag en maakten de Serviërs tot vazal. Met deze overwinning kregen de Turkse Ottomanen toegang tot de Balkan en Centraal-Europa.
In 1362 veroverde sultan Murat I, Adrianopel en maakte het de hoofdstad van het Ottomaanse Rijk

## Ottomaanse Rijk
De snelle uitbreidingen van sultan Bayezid I in de Balkan veroorzaakten onrust in Europa. Het koninkrijk Hongarije had nu een grens met het Ottomaanse rijk en vreesde vanuit het zuiden aangevallen te worden. De republiek Genua en de republiek Venetië zagen gevaren voor hun positie op de Balkan. Het was met name koning Sigismund die pleitte voor een gezamenlijk Europees militair optreden tegen de Ottomanen. Zijn verzoek en de aanhoudende Byzantijnse steunaanvragen kregen aandacht van enkele West-Europese landen. Er werd uiteindelijk een coalitie gevormd die voor het grootste deel bestond uit Franse troepen en met name uit het hertogdom Bourgondië, aangevuld met troepen uit Engeland, Italië, Rhodos, Spanje, Schotland, Hongarije, Walachije en Polen. Die ondernamen wat wel de kruistocht van Nicopolis wordt genoemd. Het was de laatste kruistocht van enige omvang in de middeleeuwen.
In de buurt van Nicopolis werd dit leger door Bayezid in 1396 een verpletterende nederlaag toegebracht. Deze overwinning bevestigde de Ottomaanse aanwezigheid in de Balkan en het einde van het Tweede Bulgaarse Rijk. De nederlaag leidde tot een grote shock in Europa en bezorgde Bayezid grote faam in de moslimwereld. Hij kreeg van de kalief in Caïro de titel van Sultan al-Rum (sultan van de Romeinse landen). In 1400 regeerde Bayezid over een rijk dat zich van de Donau tot de Eufraat uitstrekte.
De laatste stuiptrekkingen voor de onvermijdelijke Val van Constantinopel (1453), waren de exploten van de Albanese generaal Skanderbeg die in 1444 een rebellie startte tegen het Ottomaanse Rijk, zou in 1479 geannexeerd worden door de Ottomanen, waar Servië in 1459 al onder Ottomaanse heerschappij
viel.
Het enige deel die niet in Ottomaanse handen was, was het Hongaars Kroatië. Na de Slag bij Mohács (1526) werd het land zo goed als volledig ingepalmd, op het Habsburgs Kroatië na.
Na de Grote Turkse Oorlog verloor het Ottomaanse Rijk meer en meer terrein in de Balkan. Met de Vrede van Karlowitz (1699) ontstond het koninkrijk Slavonië, een nieuwe provincie van de Habsburgse monarchie.

### Op weg naar onafhankelijkheid

#### Servische opstanden
Belgrado is driemaal door de Habsburgers bezet geweest (1688-1690), (1717-1739) en (1789-1791) en iedere keer gevolgd door een zware repressie van de Ottomanen. Servië werd geregeerd door Janitsaren, die zich niets aantrokken van het centraal gezag. Na de moord op 72 hooggeplaatste Serviërs in 1804, brak de
Eerste Servische Opstand uit, onder leiding van de herenboer "Zwarte George", beter bekend als Karadjordje. Na het neerslaan van de opstand, namen de Turken terug wraak, wat leidde tot de Tweede Servische Opstand, deze keer onder Miloš Obrenović. Obrenović wist de sultan ervan te overtuigen, dat hij de Serviërs enige autonomie moest gunnen, maar wel onder het Turkse gezag.
Obrenović en zijn opvolgers wisten de Servische autonomie steeds verder uit te breiden. Door de belastinginkomsten werd hij rijker en rijker, en ten slotte wist Obrenović concessie na concessie van de sultan los te krijgen voor leningen. In 1830 werd Obrenović erfelijk vorst, in 1867 vertrokken de laatste Turkse troepen, en in 1878 werd Servië volledig onafhankelijk.
Vanaf de 19e eeuw was er sprake van opstanden in Albanië, een gebied dat gedurende de eeuwenlange Ottomaanse heerschappij overwegend islamitisch werd maar steeds vaker in opstand kwam tegen de Ottomanen. In 1912 zouden de Albanezen succesvol onafhankelijkheid uitroepen.

#### Congres van Wenen
Na het Congres van Wenen (1815) werd het door Napoleon Bonaparte opgerichte Illyrische Provincies teruggegeven aan het Keizerrijk Oostenrijk, dat er de kroonlanden koninkrijk Illyrië en koninkrijk Dalmatië uit vormde. In 1868 werden beiden samengevoegd in het koninkrijk Kroatië en Slavonië.

#### Griekse Onafhankelijkheidsoorlog
Op 25 maart (nu de Griekse nationale feestdag) 1821 riepen de Grieken de onafhankelijkheidsverklaring uit, wat volgt is de Griekse Onafhankelijkheidsoorlog (1821-1829) tegen het Ottomaanse Rijk. De Turken riepen de hulp in van Ibrahim Pasja, de geadopteerde zoon en opperbevelhebber van Mohammed Ali van Egypte. Hij veroverde de Peloponnesos en drong door tot Midden-Griekenland en in 1826 vielen Athene en de sterke vesting Mesolongi hem in handen. De Griekse opstand was in bloed gesmoord, het land verwoest. Rusland, Frankrijk en Engeland verafschuwden de Turkse moordpartijen op de Grieken en grepen in. Hun vloot bracht de Turks-Egyptische vloot in drie uur tijd de nederlaag tijdens de Slag van Navarino, op de westkust van de Peloponnesos ten noorden van Pylos. De Turken werden verdreven uit de Peloponnesos en Midden-Griekenland. Dit bevrijde gebied werd een republiek met Joannis Kapodístrias als president.
In 1832 ontstond het Koninkrijk Griekenland en in 1833 het Vorstendom Servië.
Na het verlies van Oostenrijk in de Oostenrijks-Pruisische Oorlog (1866) werd het keizerrijk Oostenrijk herschikt in Cisleithanië en Transleithanië. De koninkrijken Kroatië en Slavonië werden samengevoegd in het koninkrijk Kroatië en Slavonië en behoorden nu bij Transleithanië.

#### Grote Oosterse Crisis (1875-1877)
Tweede helft negentiende eeuw zat het Ottomaanse Rijk in financiële moeilijkheden. De beslissing om de belastingen te verhogen, om de buitenlandse schuldeisers te vergoeden, leidde tot opstanden in de Balkanprovincies. Het begon met de Opstand van Herzegovina in 1875, die culmineerde in de Russisch-Turkse Oorlog (1877-1878). De Britten konden het niet vinden met de Vrede van San Stefano en de creatie van Groot-Bulgarije, waarmee Rusland volgens de Britten te veel macht verwierven, in de Balkan. Otto von Bismarck loste dit op met het Congres van Berlijn in 1878. De uitkomst van de crisis was nog rampzaliger voor het Ottomaanse economie. In 1881 werd Carol I de eerste koning van het koninkrijk Roemenië en in 1882 werd Milan IV Obrenović de eerste koning van het koninkrijk Servië.
De kwestie Oost-Roemelië, het terug weer aansluiten bij het vorstendom Bulgarije, leidde tot de Servisch-Bulgaarse Oorlog in 1885. Na de Grieks-Turkse Oorlog (1896–97), werd onder druk van de grootmachten, de Kretenzische Staat opgericht, een autonome staat binnen het Ottomaanse Rijk.

## Twintigste eeuw

### Balkanoorlogen
Oostenrijk-Hongarije volgde met argusogen de situatie in de Balkan. Na de moord op de Servische koning Alexander Obrenović in 1903 verschoof de invloedssfeer naar het Russische kamp. Eerst dwong Oostenrijk-Hongarije, Servie met een economische oorlog op andere gedachten, maar in 1908 annexeerden ze Bosnië en Herzegovina en erkenden ze Bulgarije tot koninkrijk. Het begin van de Bosnische crisis.
De drie volgende crises hebben te maken met het uiteenvallen van het Ottomaanse Rijk. In juli 1908 pleegde een groep Turkse officieren (Jong-Turken) een staatsgreep en een jaar later werd sultan Abdul Hamid II afgezet. Van de zwakte van het regime maakte Frankrijk gebruik om een Tweede Marokkaanse Crisis uit te lokken en op hun beurt Italië. Intussen verenigden de Balkanlanden zich in de Balkanliga om zich te ontdoen van de restanten van het Ottomaanse juk. Op 8 oktober 1912 verklaarde het koninkrijk Montenegro, het Ottomaanse Rijk de oorlog, de Eerste Balkanoorlog. Onvrede over de verdeling van de door het Ottomaanse Rijk verlaten gebieden (met name omtrent Macedonië) leidde in 1913 tot de Tweede Balkanoorlog.

### Eerste Wereldoorlog
De moord op 28 juni 1914 op aartshertog Frans Ferdinand van Oostenrijk, de troonopvolger van Oostenrijk-Hongarije, door een Bosnisch-Servische nationalist, was uiteindelijk de aanleiding tot de oorlog. De moord resulteerde in een Habsburgs ultimatum aan Servië. Verschillende bondgenootschappen die waren gevormd tijdens de voorafgaande decennia werden ingeroepen, zodat binnen een paar weken de grootmachten in oorlog waren. De oorlog begon op 29 juli 1914 met het Beleg van Belgrado. Rusland schoot Servië ter hulp, het Balkanfront begon zich te vormen. Constantijn I van Griekenland die getrouwd was met een zuster van keizer Wilhelm II van Duitsland, was pro-Duits. In oktober 1915 sloten de Bulgaren zich aan bij de centralen. Pas in september 1916 trad Roemenië in de oorlog en in 1917 veranderde Griekenland van kamp. De terugtrekking van Rusland uit de oorlog in 1917, door de Russische Revolutie, deed de balans omslaan.

### Interbellum
De oorlog had enorme gevolgen voor het Balkanschiereiland. De regio was ernstig economisch ontwricht en de massamobilisatie heeft geleid tot enorm aantal slachtoffers, met name in Servië, waar meer dan 1,5 miljoen Serviërs stierven, dit was ongeveer ¼ van de totale bevolking en meer dan de helft van de mannelijke bevolking. Oostenrijk-Hongarije en het Ottomaanse Rijk hielden op te bestaan. Tijdens het Verdrag van Saint-Germain (1919) en het Verdrag van Neuilly werden de grenzen van de landen hertekend. Een nieuwe staat zag het daglicht, de Staat van Slovenen, Kroaten en Serven, het latere koninkrijk Joegoslavië. In Bulgarije kwam tsaar Boris III aan de macht en in het vorstendom Albanië kwam prins Wilhelm zu Wied niet terug.
De oorlog was nog maar pas gedaan of er brak een nieuwe oorlog uit, de Grieks-Turkse Oorlog (1919-1922), die ongeveer gelijktijdig verliep met de Turkse Onafhankelijkheidsoorlog. De oorlog eindigde met de Vrede van Lausanne (1923). De Vrede legde zowel in het westen als in het zuidoosten de grenzen van Turkije vast en nadien volgde er een bevolkingsuitwisseling tussen Turkije en Griekenland.
De vorst van Albanië was nog steeds niet terug, daarom werd in 1925, de Albanese Republiek uitgeroepen. Drie jaar later werd president Achmet Zogu gekroond tot koning van Albanië en werd Albanië omgevormd in een constitutionele monarchie. Intussen regeerde Alexander I van Joegoslavië over het land met ijzeren hand. In 1934 werd Alexander vermoord en hij werd opgevolgd door zijn neef Paul, regent voor diens minderjarige zoon Peter.
In tegenstelling tot Alexander, was Paul een gematigder heerser, die oog had voor de verschillende bevolkingsgroepen in zijn land. Zo gaf hij de Kroaten in 1939 een grote vorm van autonomie. Hoewel hij opteerde voor neutraliteit in de Tweede Wereldoorlog , werd hij in 1941 gedwongen, toe te treden tot het Driemogendhedenpact, dit betekende ook het einde van zijn regeerperiode.

### Tweede Wereldoorlog
Daarvoor hadden Nazi-Duitsland en Italië, het Staalpact ondertekend. Nadat nazi-Duitsland in maart 1938 Oostenrijk geannexeerd had en zonder Mussolini in te lichten in maart 1939 Tsjecho-Slowakije bezette, voelde Italië zich gekleineerd en besloot Mussolini om Albanië te annexeren. Wat volgde, was de Italiaanse invasie van Albanië. Albanië werd snel onder de voet gelopen, koning Zog I werd verbannen en Albanië werd een Italiaans protectoraat.
De Grieks-Italiaanse Oorlog was het begin van de Balkanveldtocht, die duurde van oktober 1940 tot juni 1941. In 1943 capituleerde Italië, waarop de Duitsers de bezette gebieden overnamen. In 1944 trokken de meeste Duitsers terug naar Oostenrijk en Hongarije om niet door de oprukkende Russen de pas afgesneden te worden. Britten landden in Griekenland, terwijl de partizanen grote delen van Joegoslavië bezetten, en zelfs Noordoost-Italië binnenvielen. Roemenië verloor bij Iași een beslissende slag, waarop premier en dictator Ion Antonescu vluchtte en koning Michael met de Russen ging praten. Toen Roemenië vrede sloot en Duitsland de oorlog verklaarde, bombardeerde de Luftwaffe als wraak Boekarest en de olievelden in het Banaat. Bulgarije sloot haastig vrede, terwijl het Rode Leger contact maakte met de partizanen van Tito.

### Koude oorlog
De relatie Tito, Stalin verliep in het begin voorspoedig. Koning Peter II werd afgzet en de Socialistische Federale Republiek Joegoslavië werd opgericht. Toen Stalin het plan opvatte om Albanië en Bulgarije bij de Federatie te voegen, verzuurde de situatie. Tito was hier niet mee gediend en wilde de Joegoslavische economie niet afhankelijk maken van de Sovjet-Unie en haar Oost-Europese bondgenoten. De relaties werden verbroken en Tito stelde zich neutraal tegenover de Sovjet-invloedssfeer of het Oostblok. Na de oorlog kwam de communistische partij in alle Balkanlanden aan de macht en werden ze een voor een volksrepubliek, de Socialistische Volksrepubliek Albanië en de Volksrepubliek Bulgarije. In Griekenland lieten de Verenigde Staten en het Verenigd Koninkrijk de situatie niet op haar beloop. Ze steunden de regering tegen de communisten, de Griekse Burgeroorlog (1946-1949).
Joegoslavië verwijderde zich meer en meer van de Sovjet-Unie en stond in 1961 aan de wieg van de Organisatie van Niet-gebonden Landen. Ook met Albanië boterde het niet. In dat zelfde jaar verbrak de Sovjet-Unie haar relatie met het land, Albanië kwam nu in de Chinese invloedssfeer.
In december 1967 kwam koning Constantijn II van Griekenland in verzet tegen de militaire junta, maar hij rekende vergeefs op steun van het volk en moest zich in ballingschap begeven. Na het Kolonelsregime verving de Griekse regering de monarchie door een republiek. In 1974 trad Griekenland uit de NAVO, als protest tegen het feit dat deze organisatie de Turkse invasie van Cyprus ongestraft liet. In 1980 stapte Griekenland terug in de NAVO en in 1981 werd het lid van de Europese Unie.
Josip Broz Tito, het cement van de Joegoslavische Staat, stierf op 4 mei 1980. De eeuwenoude tegenstellingen tussen de verschillende bevolkingsgroepen kwam weer naar boven. Het begon met de opstand in Kosovo in 1981.
Het pleidooi voor 'glasnost' (openheid) en 'perestrojka' (hervorming) van Sovjetleider Michail Gorbatsjov versnelde de val van het communisme. In 1990 werden er in Bulgarije de eerste vrije verkiezingen gehouden en in Albanië in 1991.

### Joegoslavische oorlogen
Slobodan Milošević probeerde de Joegoslavische Federatie bijeen te houden, maar de roep naar onafhankelijkheid was groter en er brak oorlog uit. Na de Tiendaagse Oorlog, riep Slovenië de onafhankelijkheid uit. Een dag later Kroatië. De republiek Macedonië volgde in augustus 1991. De onafhankelijkheid van Bosnië en Herzegovina liep minder vlot. De Bosnische Burgeroorlog en de Kroatisch-Bosniakse Oorlog kostten aan duizenden mensen het leven. Daarna volgde de Kosovo-oorlog (1998-1999).
Om verdere slachtpartijen te voorkomen intervenieerde de NAVO tot tweemaal toe, met Operatie Deliberate Force in 1995 en Operatie Allied Force in 1999. Nadien volgden nog twee opstoten, het Conflict in de Preševo-vallei en een conflict in Macedonië. Aan het eind bleef enkel nog de republiek Servië en Montenegro over. Deze werd in 2006 beëindigd omdat Montenegro zich na een volksraadpleging onafhankelijk verklaarde.
Milošević werd op 1 april 2001 gearresteerd. Hij stond op 12 mei 2002 terecht voor het Joegoslavië-tribunaal in Den Haag, wegens verdenking van oorlogsmisdaden.

## 21e eeuw

### Toetreding tot de Europese Unie
Slovenië was het eerste ex-Joegoslaviëland dat toetrad tot de Europese Unie. In 2004 trad eveneens Cyprus tot de EU toe. Bulgarije volgde in 2007 en Kroatië in 2013. In 2008 riep Kosovo eenzijdig de onafhankelijkheid uit.
In 2010 brak de Griekse staatsschuldencrisis uit, een gevolg van de internationale kredietcrisis. Daarenboven werd Griekenland sterk op de proef gesteld door de Europese vluchtelingencrisis.